# Power Metal (альбом)
Power Metal — четвертий студійний альбом американського хеві-метал гурту Pantera, випущений 24 червня 1988 року на Metal Magic Records. Це перший альбом гурту з вокалістом Філом Ансельмо.

## Про альбом
Філ Ансельмо вперше виступає вокалістом, замінивши оригінального співака Террі Глейза. Гітарист Даймбег Даррелл (вказаний у примітках до альбому як «Даймонд Даррелл») також виконує вокал у «P*S*T*88».
«Proud to Be Loud» була написана і спродюсована гітаристом Keel Марком Феррарі і мала з'явитися на їхньому однойменному альбомі 1987 року; у 1998 році Keel всеж таки записали свою версію пісні для альбому Keel VI: Back in Action.
Террі Глейз був співавтором пісні «Down Below», а попередній запис пісні з’явився на третьому альбомі Pantera «I Am the Night» (1985).
Оскільки офіційні видання Power Metal не перевидавалися на компакт-дисках, вінілі та касетах, як і їхні попередні альбоми, вони стали предметами колекціонування і розповсюджуються зазвичай через онлайн-аукціони.

## Критичний прийом
У ретроспективному огляді Бредлі Торреано з AllMusic присудив Power Metal 2,5 зірки з 5, відзначивши, що це кульмінація перших чотирьох альбомів гурту в стилі хейр-метал. Торреано описав його як «цікаву та перехідну ранню роботу одного з найважливіших метал-гуртів 90-х». Він розкритикував тексти пісень, зазначивши, що вони є «найбільшою проблемою, оскільки не демонструють жодної порожньої поезії, яку [Філ] Ансельмо розвинув з часом, а натомість відображають м’який інтерес до всього «року». Далі він підкреслив гітарну роботу Даймбега Даррелла, назвавши її «одним із найчарівніших елементів раннього звучання гурту», і що «він, очевидно, навіть тоді був дуже талановитим гітаристом». 
LA Weekly назвав його одним із найкращих альбомів Pantera, «солідним альбомом спід-металу 1980-х».

## Треклист
Автор музики і слів Pantera, якщо не вказано інше. 
| #     | Назва                                                              | Тривалість |
| ----- | ------------------------------------------------------------------ | ---------- |
| 1.    | «Rock the World»                                                   | 3:34       |
| 2.    | «Power Metal»                                                      | 3:53       |
| 3.    | «We'll Meet Again»                                                 | 3:54       |
| 4.    | «Over and Out»                                                     | 5:06       |
| 5.    | «Proud to Be Loud» (Марк Феррарі)                                  | 4:02       |
| 6.    | «Down Below» (Даймонд Даррелл, Террі Глейз, Вінні Пол, Рекс Рокер) | 2:49       |
| 7.    | «Death Trap»                                                       | 4:07       |
| 8.    | «Hard Ride»                                                        | 4:16       |
| 9.    | «Burnnn!»                                                          | 3:35       |
| 10.   | «P*S*T*88» (Даррелл, Пол, Рокер)                                   | 2:51       |
| 38:10 |                                                                    |            |

## Учасники запису
Дані взяті з приміток оригінального компакт-диску
Pantera
- Філ Ансельмо — головний вокал (крім треку 10), бек-вокал, продюсування (крім треку 5)
- Даймбег Даррелл (вказаний як Даймонд Даррелл) — гітара, головний вокал (доріжка 10), бек-вокал, реміксування, продюсування (крім треку 5)
- Вінні Пол – ударні, бек-вокал, звукоінженерія, реміксування, продюсування (крім треку 5)
- Рекс Браун (вказаний як Рекс Рокер) — бас-гітара, оркестрові дзвони, бек-вокал, продюсування (крім треку 5)

Додаткові музиканти
- Марк Феррарі — гітара (треки 3, 5), бек-вокал, продюсування (треки 5)
- Джеррі Ебботт (вказаний як The Eld'n) – клавішні, звукоінженерія, реміксування, продюсування (крім треку 5)
- Том Койн – мастеринг
- Записано та зведено в Pantego Sound, Пантего (Техас)